# Sidoktaya
Sidoktaya är en kommun i Myanmar.   Den ligger i regionen Magwayregionen, i den centrala delen av landet, 220 km väster om huvudstaden Naypyidaw. Antalet invånare är 43 198.